# Надеин, Владимир Дмитриевич
Владимир Дмитриевич Надеин (19 апреля 1937, Макеевка, Украина — 12 декабря 2016, Ашкелон, Израиль) — советский и российский журналист, фельетонист, писатель.

## Биография
Родился 19 апреля 1937 в городе Макеевка. После гибели отца на фронте попал в детский дом в Николаевской области. В первом классе прошел отбор в одесскую спецшколу-интернат с обучением на английском языке.
В 1953 году поступил на факультет журналистики МГУ им. М. В. Ломоносова. Был отчислен в конце первого курса за дружбу с иностранцами, которым он показывал Москву.
В 1957 году перебрался в Курскую область, где создал газету «Колхозный труд». В том же году переехал в Донбасс. Свой первый фельетон написал в многотиражке шахты им. Егора Абакумова «Голосе шахтера». В 1958 году поехал в Киев и восстановился на второй курс журфака Киевского университета. В том же году факультет был переведен во Львовский государственный университет, где Надеин его и закончил.
С 1958 начал работать в газете «Вільна Україна», позже стал заведовать отделом фельетонов. Своим кумиром тех лет называл журналиста Михаила Кольцова. С 1963 — собкор журнала «Крокодил» по западным областям Украины. В 1964 приглашён в штат «Крокодила» в Москве. Семь лет спустя был уволен за фельетон, который «бросил тень на обком партии Полтавской области».
В 1971 стал фельетонистом газеты «Известия», с 1974 — редактор отдела писем и фельетонов, стал членом редколлегии. В 1991 году был направлен в Вашингтон как собкор «Известий». Вернулся в 1993 году в Москву и остался в «Известиях» на должности редактора иностранного отдела. С 1995 — вернулся в Вашингтон как собкор «Известий».
В 1998 был приглашён на должность директора русскоязычной телерадиокомпании WMNB в Ньй-Йорке. В августе 2000 года вернулся в Москву, работал как независимый журналист. Печатался в «Ежедневном журнале», «Новой газете», радио «Свобода».
В 2011 году переехал в Израиль. Умер 12 декабря 2016 года.

## Сочинения
Автор ряда сборников фельетонов, изданных редакциями «Крокодил» и «Известия», в том числе:
- Тропою гнома. 1966
- Как я продавал барана. 1969
- Беспроцентные штаны. 1974
- Командировка на дуэль. Советский писатель, 1975
- Груздь вопроса. 1978
- Выходец из себя. 1981
- Три карата в одни руки. Известия, 1986
- О пользе ненависти к Украине. 2009

## Семья
- Отец — Дмитрий Пименович Надеин (1907—1942) — украинский журналист и поэт, декан факультета русской филологии в Одесском педагогическом институте. Погиб в 1942 году в Ростовской области во время Великой Отечественной войны[6][7][8]
- Мать — Софья Романовна Кругляк — бухгалтер в колхозе Одесской области.
- Жена — Ольга Вадимовна Надеина (Красуская) — к.м.н., врач, работала в Всесоюзном НИИ акушерства и гинекологии им. Снегирева.
- Дочь — Ольга Владимировна Губенко (Надеина) — врач-кардиолог
- Внучки — Ольга Тузмухамедова (Ривина), Анна Ривина.
- Правнуки — София (2004), Тимур (2007)